# Thornton (Middlesbrough)
Thornton – wieś w Anglii, w hrabstwie ceremonialnym North Yorkshire, w dystrykcie (unitary authority) Middlesbrough. Leży 63 km na północ od miasta York i 343 km na północ od Londynu. Thornton jest wspomniana w Domesday Book (1086) jako Torentun.